# Jalesar
Jalesar es un pueblo y municipio situado en el  distrito de Etah en el estado de Uttar Pradesh (India). Su población es de 58086 habitantes (2017).  Está conectado por carretera con otras ciudades como Hathras, Etah, Aligarh, Firozabad y Agra.

## Demografía
Según el  censo de 2011 la población de Jalesar era de 58130 habitantes, de los cuales el 35173 eran hombres y 22957 eran mujeres.